# 本名正憲
本名 正憲（ほんな まさのり、1962年9月26日 - ）は、フリーアナウンサー、ラジオパーソナリティ。元中国放送 (RCC) アナウンサー。

## 履歴
福岡県北九州市生まれ、広島育ち。
修道中学校・高等学校、明治大学政治経済学部政治学科を卒業後、1985年RCCに入社。
血液型はAB型、星座はてんびん座。情報・報道番組を中心にテレビやラジオで多くの番組を担当。現在は朝のラジオ番組でメインパーソナリティを務めている。
第33回（2007年度）アノンシスト賞全国審査のテレビ「読み・ナレーション部門」で最優秀賞を受賞。
2016年6月からごろと名付けたエキゾチックショートヘアを飼っている愛猫家である。2017年12月からイブと名付けたスコティッシュフォールドも飼っている。
2020年5月14日出演の「おはようラジオ」内で40代の頃から潰瘍性大腸炎を患っていることを公表した。
2022年9月末をもって中国放送を定年で退社。フリーアナウンサーとして引き続き『おはようラジオ』や、不定期の特別番組なども担当している。

## 現在の出演番組

### ラジオ
- 本名正憲のおはようラジオ（2010年4月5日～）平日 6：30 - 9：00、局アナ時代から引き続き担当。
- 本名正憲の20世紀洋楽少年

## 過去の出演番組

### テレビ
- ゴルフざんまい
- 日本のチカラ 103歳 哲代さんのひとり暮らし（テレビ朝日2023年5月27日）ナレーション

### ラジオ
- サテライトNo.1復活特番（2022年10月1日）
- 中四国ライブネット　ラジオdeドライブナビゲーション!（2023年10月1日）
- 中四国ライブネット　ラジオdeドライブナビゲーション 2!（2024年9月8日）
- JRN報道特別番組「総選挙2024 ＜ザ・ジャッジ＞有権者の審判は」広島（2024年10月27日）

## 中国放送在籍時の担当番組

### テレビ
- RCCニュース
- ゴルフの花道
- なんでもワイド
- RCC Today
- NEWSひろしまの森（ニュース担当）
- ひろしま再発見
- INFOTAIMENT H（アッシュ）
- RCCニュースサタデー
- ビッグモーニング（TBS-JNN系 中継リポーター）
- 39時間テレビ（TBS-JNN系 年越しカウンドダウン中継 宮島・厳島神社から担当）
- アォーン! - ナレーション
- 被爆75年 未来へ『おーい、聴こえますか?被爆75年・ヒロシマから』（2020年8月6日）朗読

### ラジオ
- 中国新聞ニュース（主に上記番組直後（平成ラヂオバラエティごぜん様さま）内の定時ニュース (9:55 - 10:00)）
- 本名正憲のきょうもゴゴイチ(～2010年4月2日)
- あおぞらんど（福山放送局）
- インターネットコミティア
- POPクルージング
- ニンニキ日曜500
- きょうもホットにAMAM（あむあむ）ターミナル
- 正憲・恭子の土曜日だぁ～